# Kabinetten-Laval
Het kabinet-Laval, met Pierre Laval als premier, was de regering van Frankrijk van 1931 tot 1932 en van 1935 tot 1936. Het was ook de regering van Vichy-Frankrijk in 1940 en van 1942 tot 1944.

## Kabinet-Laval I (27 januari1931-14 januari1932)
- Pierre Laval (BN) - President van de Raad (premier) en minister van Binnenlandse Zaken
- Aristide Briand (RS) - Minister van Buitenlandse Zaken
- André Maginot (AD) - Minister van Defensie
- Pierre Étienne Flandin (AD) - Minister van Financiën
- François Piétri (AD) - Minister van Begrotingszaken
- Adolphe Landry (RI) - Minister van Arbeid en Sociale Zekerheid
- Léon Bérard - Minister van Justitie en Grootzegelbewaarder
- Charles Dumont (AD) - Minister van Marine
- Louis de Chappedelaine (RI) - Minister van Zeevaart
- Jacques-Louis Dumesnil (PRS) - Minister van Luchtvaart
- Mario Roustan (RI) - Minister van Onderwijs en Schone Kunsten
- Auguste Champetier de Ribes (PDP) - Minister van Pensioenen
- André Tardieu (AD) - Minister van Landbouw
- Paul Reynaud (AD) - Minister van Koloniën
- Maurice Deligne (RI) - Minister van Openbare Werken
- Camille Blaisot (FR) - Minister van Volksgezondheid
- Charles Guernier (RI) - Minister van Posterijen, Telegrafie en Telefonie
- Louis Rollin (AD) - Minister van Handel en Industrie

## Kabinet-Laval II en III (14 januari-20 februari1932)
- Pierre Laval (BN) - President van de Raad (premier) en minister van Buitenlandse Zaken
- André Tardieu (AD) - Minister van Defensie
- Pierre Cathala (RI) - Minister van Binnenlandse Zaken
- Pierre Étienne Flandin (AD) - Minister van Financiën
- François Piétri (AD) - Minister van Begrotingszaken
- Adolphe Landry (RI) - Minister van Arbeid en Sociale Zekerheid
- Léon Bérard (AD) - Minister van Justitie en Grootzegelbewaarder
- Charles Dumont (AD) - Minister van Marine
- Louis de Chappedelaine (RI) - Minister van Zeevaart
- Jacques-Louis Dumesnil (PRS) - Minister van Luchtvaart
- Mario Roustan (RI) - Minister van Onderwijs en Schone Kunsten
- Auguste Champetier de Ribes (PDP) - Minister van Pensioenen
- Armand Achille-Fould (AD) - Minister van Landbouw
- Paul Reynaud (AD) - Minister van Koloniën
- Maurice Deligne (RI) - Minister van Openbare Werken
- Camille Blaisot (FR) - Minister van Volksgezondheid
- Charles Guernier (AD) - Minister van Posterijen, Telegrafie en Telefonie
- Louis Rollin (AD) - Minister van Handel en Industrie

## Kabinet-Laval IV (7 juni1935-24 januari1936)
- Pierre Laval (BN) - President van de Raad (premier) en minister van Buitenlandse Zaken
- Jean Fabry (AD) - Minister van Defensie
- Joseph Paganon (PRS) - Minister van Binnenlandse Zaken
- Marcel Régnier (PRS) - Minister van Financiën
- Ludovic-Oscar Frossard (partijloos) - Minister van Arbeid
- Léon Bérard (AD) - Minister van Justitie en Grootzegelbewaarder
- François Piétri (AD) - Minister van Marine
- Mario Roustan (RI) - Minister van Zeevaart
- Victor Denain (partijloos) - Minister van Luchtvaart
- Philippe Marcombes (PRS) - Minister van Onderwijs en Schone Kunsten
- Henri Maupoil (PRS) - Minister van Pensioenen
- Pierre Cathala (RI) - Minister van Landbouw
- Louis Rollin (AD) - Minister van Koloniën
- Laurent Eynac (RI) - Minister van Openbare Werken
- Louis Lafont (PSdF) - Minister van Volksgezondheid en Fysieke Educatie
- Georges Mandel (IR) - Minister van Posterijen, Telegrafie en Telefonie
- Georges Bonnet (PRS) - Minister van Handel en Industrie
- Édouard Herriot (PRS) - Minister van Staat
- Louis Marin (FR) - Minister van Staat
- Pierre Étienne Flandin (AD) - Minister van Staat

Wijzigingen
- 17 juni 1935 - Mario Roustan (RI) volgt Marcombes (PRS) († 13 juni) op als minister van Onderwijs en Schone Kunsten. William Bertrand (PRS) volgt Roustan (RI) op als minister van Zeevaart.

## Kabinet-Laval V –Vichy-regering(10 juli-13 december1940)
- Pierre Laval – Vice-president van de Raad
- Raphaël Alibert - Minister van Justitie en Grootzegelbewaarder
- Yves Bouthillier – Minister van Financiën
- Paul Baudouin – Minister van Buitenlandse Zaken
- Pierre Caziot – Minister van Landbouw en Voedselvoorziening
- René Belin – Minister van Arbeid en Industriële Productie
- Maxime Weygand – Minister van Nationale Defensie
- Louis Colson – Minister van Oorlog
- Bertrand Pujo – Minister van Luchtvaart
- François Darlan – Minister van Marine
- Adrien Marquet – Minister van Binnenlandse Zaken
- Émile Mireaux – Minister van Publiek Onderwijs en Kunst
- Jean Ybarnegaray – Minister van Familie en Jeugd
- François Piétri – Minister van Communicatie
- Henri Lémery – Minister van Koloniën

Wijzigingen
september 1940
- Minister van Binnenlandse Zaken – Marcel Peyrouton
- Minister van Oorlog – Charles Huntziger
- Minister van Luchtvaart – Jean Bergeret
- Minister van Communicatie – Jean Berthelot
- Minister van Jeugd en Publiek Onderwijs– Georges Ripert
- Minister van Koloniën – Charles Platon
- Maxime Weygand, Émile Mireaux en Jean Ybarnegaray werden uit de regering verwijderd

oktober 1940
- Pierre Laval volgde op 28 oktober 1940 Paul Baudouin op als Minister van Buitenlandse Zaken. Paul Baudouin werd in plaats daarvan Minister van Staat bij het voorzitterschap van de Raad.

## Kabinet-Laval VI –Vichy-regering(18 april1942-20 augustus1944)
- Pierre Laval (partijloos) - President van de Raad (premier), minister van Buitenlandse Zaken, Binnenlandse Zaken en Informatie
- Eugène Marie Louis Bridoux (militair, partijloos) - Minister van Oorlog
- Pierre Cathala (RI) - Minister van Financiën en Economische Zaken
- Jean Bichelonne (partijloos) - Minister van Industriële Productie
- Hubert Lagardelle (socialist) - Minister van Arbeid
- Joseph Barthélemy (AD) - Minister van Justitie en Grootzegelbewaarder
- Gabriel Auphan (militair, partijloos) - Minister van Marine
- Jean-François Jannekeyn (militair, partijloos) - Minister van Luchtvaart
- Abel Bonnard (PPF) - Minister van Onderwijs en Schone Kunsten
- Jacques Le Roy Ladurie (syndicalist) - Minister van Landbouw
- Max Bonnafous (PSdF) - Minister van Bevoorrading
- Jules Brévié (partijloos) - Minister van Koloniën
- Raymond Grasset (partijloos) - Minister van Familie Zaken en Volksgezondheid
- Robert Gibrat (partijloos) - Minister van Communicatie
- Lucien Romier (liberaal) - Minister van Staat

Wijzigingen
- 11 september 1942 - Max Bonnafous (PSdF) volgt Le Roy Ladurie op als minister van Landbouw, hij blijft daarnaast minister van Bevoorrading
- 18 november 1942 - Jean-Marie Charles Abrial volgt Auphan op als minister van Marine. Jean Bichelonne volgt Gibrat op als minister van Communicatie, daarnaast blijft hij minister van Industriële Productie.
- 26 maart 1943 - Maurice Gabolde volgt Barthélemy (AD) op als minister van Justitie en Grootzegelbewaarder. Henri Bléhaut volgt Abrial op als minister van Marine en Brévié als minister van Koloniën.
- 21 november 1943 - Jean Bichelonne volgt Lagardelle op als minister van Arbeid, hij blijft daarnaast minister van Industriële Productie en Communicatie.
- 31 december 1943 - Minister van Staat Lucien Romier neemt ontslag.
- 6 januari 1944 - Pierre Cathala (RI) volgt Bonnafous (PSdF) op als minister van Arbeid en Bevoorrading, daarnaast blijft hij minister van Financiën en Economische Zaken.
- 3 maart 1944 - De ministerspost van Bevoorrading wordt afgeschaft. Pierre Cathala (RI) blijft minister van Landbouw, Financiën en Economische Zaken.
- 16 maart 1944 - Marcel Déat (RNP) volgt Bichelonne op als minister van Arbeid en Sociale Zekerheid. Bichelonne blijft minister van Industriële Productie en Communicatie.